# Disneyland Resort
Koordinaten: 33° 48′ 33″ N, 117° 55′ 8″ W
Das Disneyland Resort, allgemein bekannt als Disneyland, ist ein Themenpark- und Unterhaltungskomplex in Anaheim, Kalifornien. Es ist im Besitz der Walt Disney Company und wird von deren Abteilung Disney Parks, Experiences and Products betrieben. Es beherbergt zwei Themenparks (Disneyland Park und Disney California Adventure Park), drei Hotels und ein Einkaufs-, Restaurant- und Unterhaltungsviertel, welches als Downtown Disney bekannt ist.
Das Resort wurde in den 1950er Jahren von Walt Disney entwickelt. Als es am 17. Juli 1955 eröffnet wurde, bestand es aus dem Disneyland, dem 100 Hektar großen Parkplatz (mit 15.167 Stellplätzen) und dem Disneyland Hotel, das von Disneys Geschäftspartner Jack Wrather betrieben wurde. Nach dem Erfolg des Geschäftsmodells mit mehreren Parks und Hotels in der Walt Disney World in Lake Buena Vista, Florida, erwarb Disney große Grundstücke in der Nähe von Disneyland, um das gleiche Geschäftsmodell in Anaheim anzuwenden.
Im Zuge der Erweiterung wurde der Komplex in Disneyland Resort umbenannt, um den gesamten Komplex zu umfassen, während der ursprüngliche Themenpark den Namen Disneyland Park erhielt. Das Unternehmen kaufte das Disneyland Hotel von der Wrather Company und das Pan Pacific Hotel von der Tokyu Group. Das Pan Pacific Hotel wurde im Jahr 2000 in Disney's Paradise Pier Hotel umbenannt. Im Jahr 2001 kamen das Disney's Grand Californian Hotel & Spa, ein zweiter Themenpark namens Disney California Adventure und das Einkaufs-, Restaurant- und Unterhaltungsviertel Downtown Disney hinzu.

## Geschichte

### Planung und Bau
Das Konzept für das Disneyland Resort entstand, als Walt Disney mit seinen Töchtern Diane und Sharon den Griffith Park in Los Angeles besuchte. Während er ihnen beim Karussellfahren zusah, kam ihm die Idee eines Ortes, an dem sich Erwachsene und ihre Kinder gemeinsam vergnügen konnten, doch sein Traum wurde viele Jahre lang nicht realisiert. Der früheste dokumentierte Entwurf von Disneys Plänen wurde am 31. August 1948 als Memo an den Studio-Produktionsdesigner Dick Kelsey geschickt, in dem von einem „Mickey Mouse Park“ die Rede war, basierend auf Notizen, die Disney während seiner und Ward Kimballs Reise zur Chicago Railroad Fair im selben Monat gemacht hatte. Das ursprüngliche Parkkonzept, der „Mickey Mouse Park“, war für ein 3,2 Hektar großes Grundstück im Süden gegenüber dem Riverside Drive geplant.

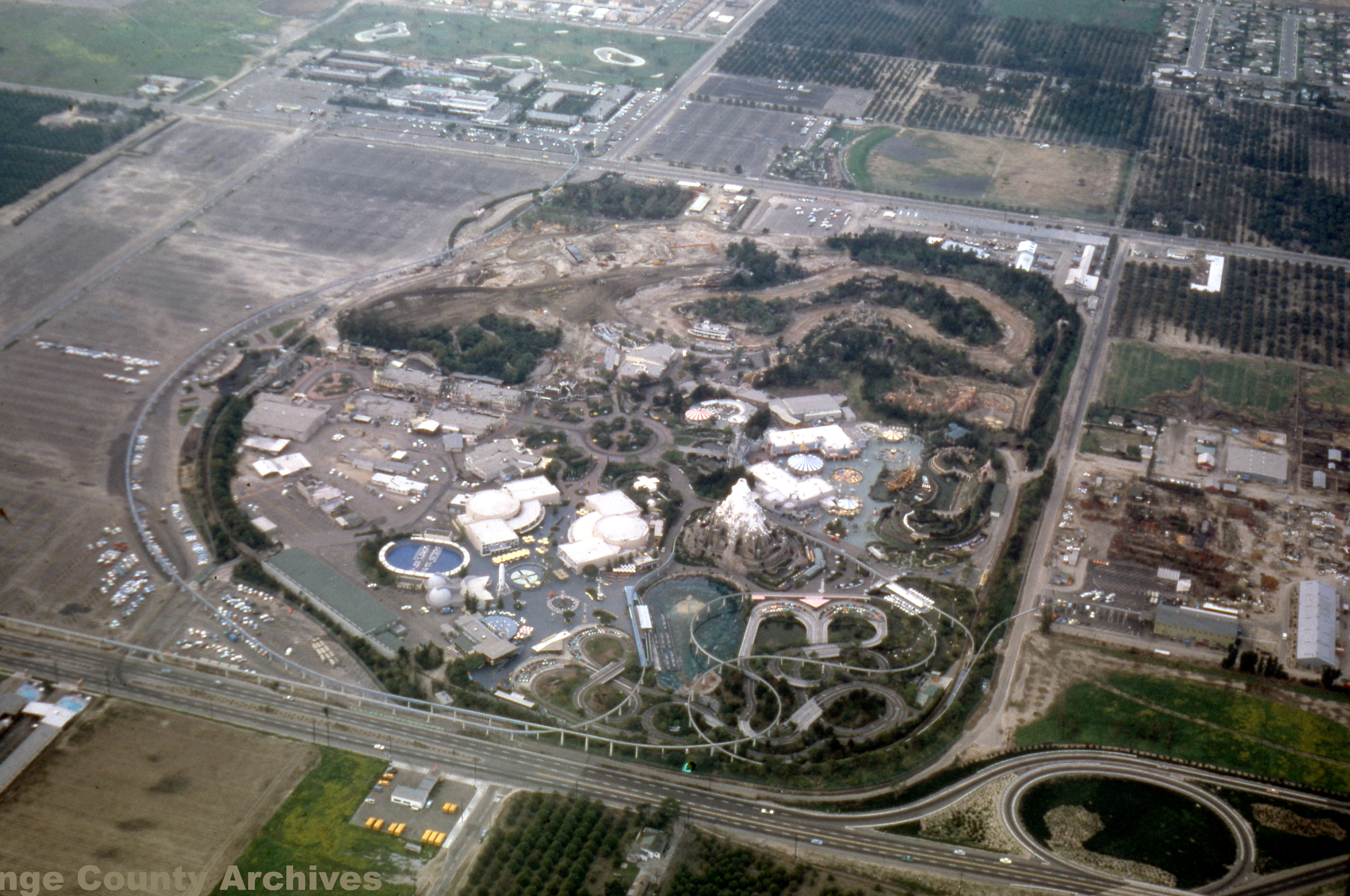
Das Disneyland im Jahr 1962

Seine Designer begannen mit der Ausarbeitung von Konzepten, doch das Projekt wurde viel größer als zuvor angedacht. Disney beauftragte Harrison Price vom Stanford Research Institute damit, das vorgesehene Gebiet für den geplanten Themenpark auf der Grundlage des erwarteten künftigen Wachstums zu bewerten. Auf der Grundlage von Price Analyse erwarb Disney 65 ha mit Orangenhainen und Walnussbäumen in Anaheim, südöstlich von Los Angeles im benachbarten Orange County. Das kleine Gelände in Burbank, das Disney ursprünglich in Betracht gezogen hatte, beherbergt heute die Walt Disney Animation Studios und die ABC Studios.
Die Schwierigkeiten bei der Beschaffung von Finanzmitteln veranlassten Disney dazu, neue Methoden der Mittelbeschaffung zu erforschen, und er beschloss, eine Show namens Disneyland zu produzieren. Sie wurde auf dem damals noch jungen Sender ABC ausgestrahlt. Im Gegenzug erklärte sich der Sender bereit, sich an der Finanzierung des Parks zu beteiligen. In den ersten fünf Betriebsjahren war Disneyland Eigentum der Disneyland, Inc., die sich im gemeinsamen Besitz von Walt Disney Productions, Walt Disney, Western Publishing und ABC befand. Außerdem vermietete Disney viele der Geschäfte im Themenbereich Main Street, U.S.A. an externe Betreiber. Bis 1960 kaufte Walt Disney Productions alle anderen Anteile auf.
Die Bauarbeiten begannen am 16. Juli 1954 und beliefen sich auf 17 Millionen Dollar (das entspricht etwa 165 Millionen Dollar im Jahr 2021). Der Park wurde ein Jahr und einen Tag später am 17. Juli 1955 eröffnet.

### WestCOT
1991 kündigte Disney Pläne für den Bau von WestCOT auf dem Gelände des Disneyland-Parkplatzes an. Der Park sollte eine utopische Zukunftsvision darstellen, ähnlich wie EPCOT im Walt Disney World Resort, und er sollte der erste Disney-Themenpark sein, der Hotels innerhalb des Parks enthält. Es traten mehrere Probleme auf, die schließlich zur Absage des Projekts führten.
Es war ein umfangreicher Landerwerb erforderlich, obwohl die um Disneyland entstandenen Wohngebiete die Bodenpreise in die Höhe schießen ließen, und tausende von Bewohnern wollten umgesiedelt werden. Die Anwohner behaupteten, dass die Lichtverschmutzung durch den Park nachts zu stark sei und dass die Nachbildung von Spaceship Earth ein Schandfleck geworden wäre. Angesichts von Schätzungen, die sich auf fast 3 Milliarden Dollar beliefen, und der erheblichen finanziellen Probleme des Unternehmens mit dem kürzlich eröffneten Disneyland Resort Paris wurde das Projekt 1995 aufgegeben. Die Idee, ein Resort-Hotel innerhalb eines Themenparks zu bauen, wurde später mit dem 2001 eröffneten Disney's Grand Californian Hotel & Spa verwirklicht. Die Hotelgäste können Disney California Adventure durch einen Eingang an der nordwestlichen Ecke des Parks erreichen.

### Erweiterung des Resorts

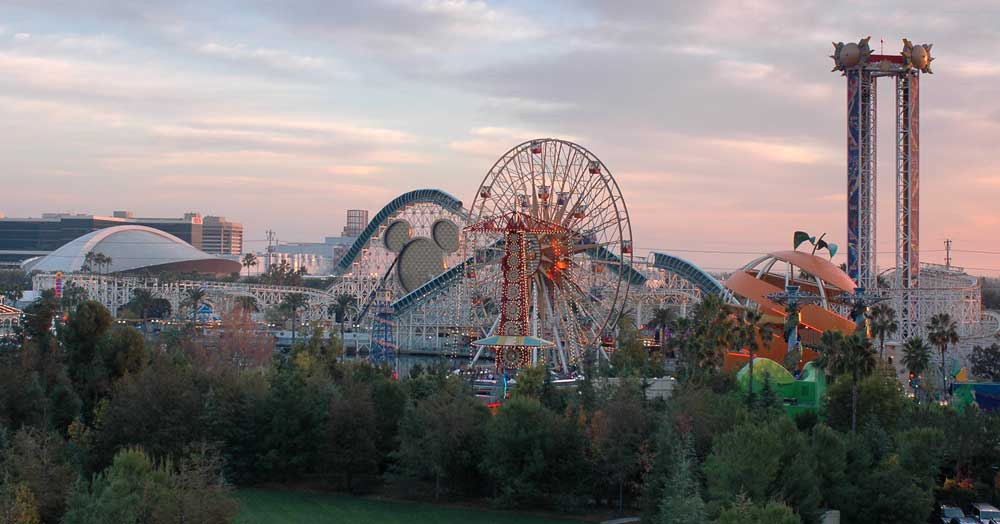
Skyline des California Adventure Parks im Jahr 2006

Im Sommer 1995 trafen sich die Disney-Führungskräfte zu einer dreitägigen Klausurtagung in Aspen, Colorado, wo sie die Idee für einen kalifornischen Themenpark mit dem Namen Disney’s California Adventure Park hatten, der auf demselben Gelände wie WestCOT gebaut werden sollte. Für den Bau des Parks, Downtown Disney und von Hotels wurden 1,4 Milliarden Dollar veranschlagt. Disneys Führungskräfte wollten California Adventure zu einem Themenpark machen, um die Gäste im Resort zu halten, anstatt sie in ein anderes Gebiet zu schicken. Dazu müsste auch kein neues Land gekauft werden, da der größte Teil des Parks auf dem 40 Hektar großen Disneyland-Parkplatz liegen würde. Der damalige Präsident von Disneyland, Paul Pressler, vertraute bei der Gestaltung des Parks den Merchandising- und Einzelhandelsmitarbeiter anstelle von Imagineers. Als erwachsenenorientierter Park - ähnlich wie Epcot - standen Restaurants und Einkaufsmöglichkeiten im Mittelpunkt der Gestaltung. Die Bauarbeiten für den Park begannen am 22. Januar 1998.
Als der Park am 8. Februar 2001 eröffnet wurde, rechnete man mit einem großen Besucherandrang. Es gab vier Themenbereiche mit 22 Shows und Attraktionen und 15 Restaurants. In diesem Jahr war die Besucherzahl jedoch wesentlich geringer als erwartet. Es wird vermutet, dass dies auf die negativen Kritiken der ersten Besucher zurückzuführen war. So hatte Disney den Park ursprünglich für Erwachsene und nicht für Kinder geplant, was zu erheblicher Kritik führte.
Im Jahr 2007 begann Disney mit den Planungen für eine umfassende Modernisierung des Parks. Bob Iger zog kurzzeitig in Erwägung, California Adventure und den Disneyland Park zu einem großen Park zusammenzulegen, aber das hätte so viel gekostet wie eine komplette Umgestaltung von California Adventure. Am 17. Oktober 2007 kündigte die Walt Disney Company einen mehrjährigen, 1,1 Milliarden Dollar teuren Umgestaltungs- und Erweiterungsplan für den Disney's California Adventure Park an (gegenüber den ursprünglichen Baukosten von 600 Millionen Dollar). Zu den einschneidendsten Veränderungen des Parks gehörten eine komplette Überarbeitung des Haupteingangs, des Sunshine Plaza und des Paradise Pier sowie eine Erweiterung des letzten Parkplatzes, der ursprünglich als künftige Wachstumsfläche für den Park vorgesehen war. Die Bauarbeiten wurden 2012 abgeschlossen.

### Disneyland-Resort-Komplex

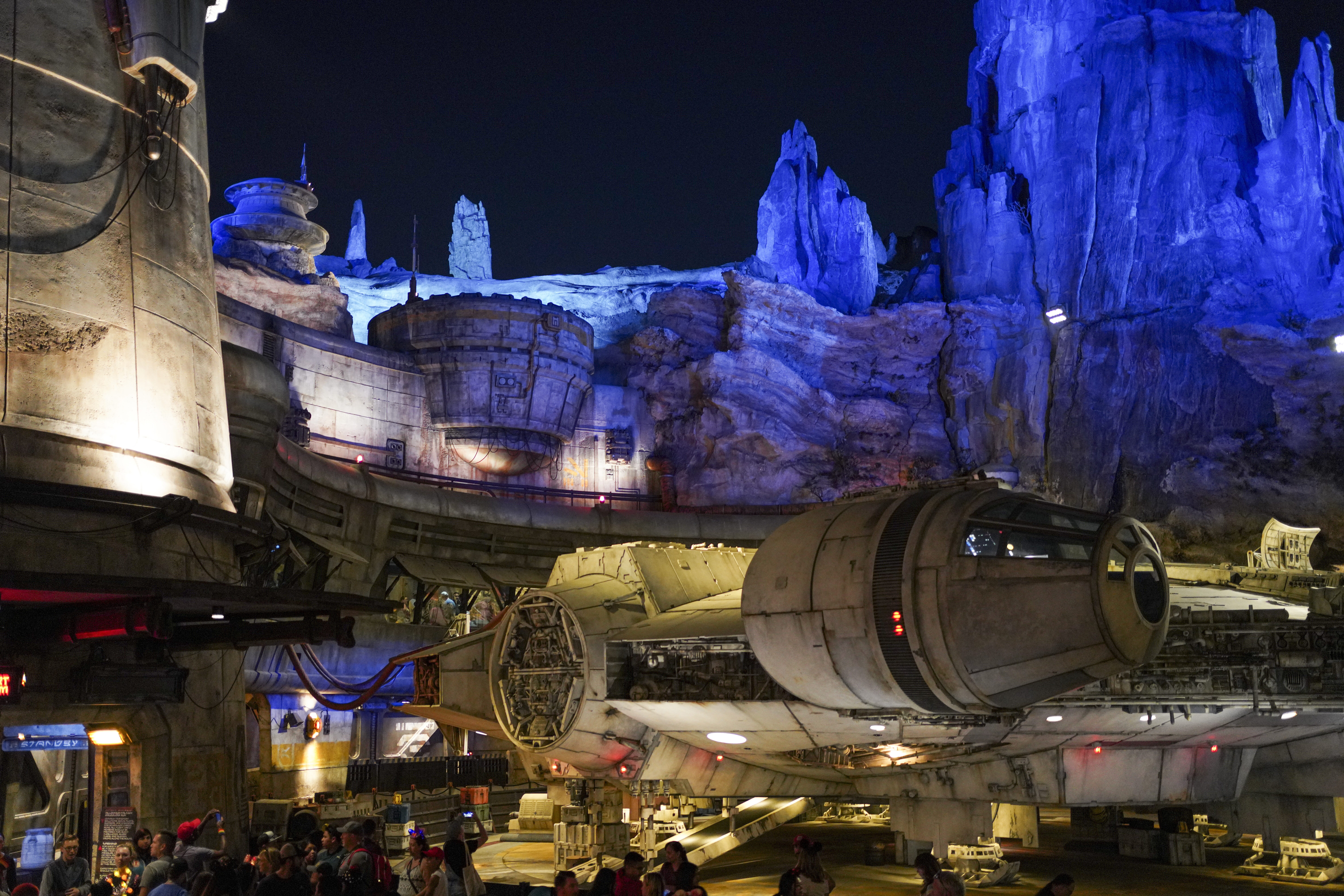
Star Wars Galaxy’s Edge im Jahr 2019

Im Januar 2015 kündigten Tom Staggs, Vorsitzender von Disney Parks, und Steve Davison, VP of Park Entertainment, anstehende Änderungen im Park an, um das 60-jährige Bestehen des Parks zu feiern. Die Änderungen begannen am 22. Mai 2015 und liefen sechzehn Monate lang. Zu den Neuerungen gehörten eine aktualisierte World of Color-Wassershow, die Paint the Night-Parade und eine neue Feuerwerksshow mit dem Titel Disneyland Forever. Auch Disney California Adventure erhielt ein neues Gesicht: Condor Flats wurde in Grizzly Peak Airfield umgewandelt und Soarin’ Over California mit einem neuen Laserprojektionssystem ausgestattet. Peter Pan's Flight wurde am 1. Juli wiedereröffnet.
Disney kündigte 2016 Pläne zum Bau eines vierten Hotels im Resort an, das 2021 eröffnet werden sollte. Im August 2018 wurde das Hotel wegen eines Streits mit der Stadt Anaheim auf unbestimmte Zeit auf Eis gelegt, bei dem es um einen Steuernachlass ging, mit dem der Bau des Hotels subventioniert worden wäre. Später wurde das Hotel abgesagt, da Disney und Anaheim keine Einigung über den Steuerrabatt erzielen konnten.
Im Oktober 2017 kündigte Disney ein neues Pixar Pals-Parkhaus für das Resort an, das ein Parkhaus mit 6.500 Plätzen und einen neuen Verkehrsknotenpunkt umfasst, der im Juli 2019 eröffnet wurde. Das Parkhaus wurde im Juni 2019 eröffnet und wird nun täglich genutzt.
Im August 2015 wurde bekannt gegeben, dass der Disneyland Park ein 14 Hektar großes Star-Wars-Themenland erhalten wird, das 2019 eröffnet werden soll. Es wurde am 31. Mai 2019 eröffnet. Star Wars: Galaxy's Edge beherbergt zwei Attraktionen: Millennium Falcon - Smugglers Run und Star Wars: Rise of the Resistance.
Im März 2018 wurde bekannt gegeben, dass A Bug’s Land im September 2018 schließen werden würde. Es wurde durch den Avengers Campus ersetzt, der am 18. Juli 2020 eröffnet werden sollte, aber aufgrund der COVID-19-Pandemie verschoben wurde und am 4. Juni 2021 eröffnet wurde.

### Zukünftige Erweiterungen
Im April 2019 gab Disneyland bekannt, dass Mickey & Minnie's Runaway Railway im Jahr 2023 nach Disneyland kommen wird.[veraltet] Die Attraktion wird hinter Mickey’s Toontown in einem ehemaligen Backstage-Bereich entstehen.

## Standort
Das Disneyland Resort befindet sich einige Meilen südlich der Innenstadt von Anaheim in einem Gebiet, das von der Stadt als Anaheim Resort bezeichnet wird, nahe der Grenze zum benachbarten Garden Grove. Das Resort wird im Allgemeinen durch den Harbor Boulevard im Osten, die Katella Avenue im Süden, die Walnut Street im Westen und die Ball Road im Norden begrenzt. Die Interstate 5 begrenzt das Resort in einem Winkel an der nordöstlichen Ecke.
Nicht alle Grundstücke, die an diese Straßen grenzen, gehören zum Disneyland Resort, insbesondere in der Nähe der Kreuzung von Harbor Boulevard und Katella Avenue sowie entlang der Ball Road zwischen Disneyland Drive und Walnut Street. Der Disneyland Drive durchquert das Resort in Nord-Süd-Richtung und bietet Zugang zum Mickey & Friends-Parkhaus, zu Downtown Disney und zu den drei Hotels. Der Magic Way verbindet die Walnut Street mit dem Disneyland Drive südlich des Mickey & Friends-Parkhauses und bietet Zugang zum Parkhaus, zum Disneyland Hotel und zu Downtown Disney.
Spezielle Ausfahrten von der Interstate 5 in Kombination mit einer umkehrbaren Überführung über die Kreuzung von Ball Road und Disneyland Drive ermöglichen die Zufahrt zum und die Ausfahrt aus dem Mickey & Friends-Parkhaus während der morgendlichen und abendlichen Hauptverkehrszeiten. Die offizielle Adresse des Resorts lautet 1313 South Harbor Boulevard, die Adressnummer ist ein Hidden Mickey.

## Attraktionen im Resort

Attraktionen im Disneyland Resort
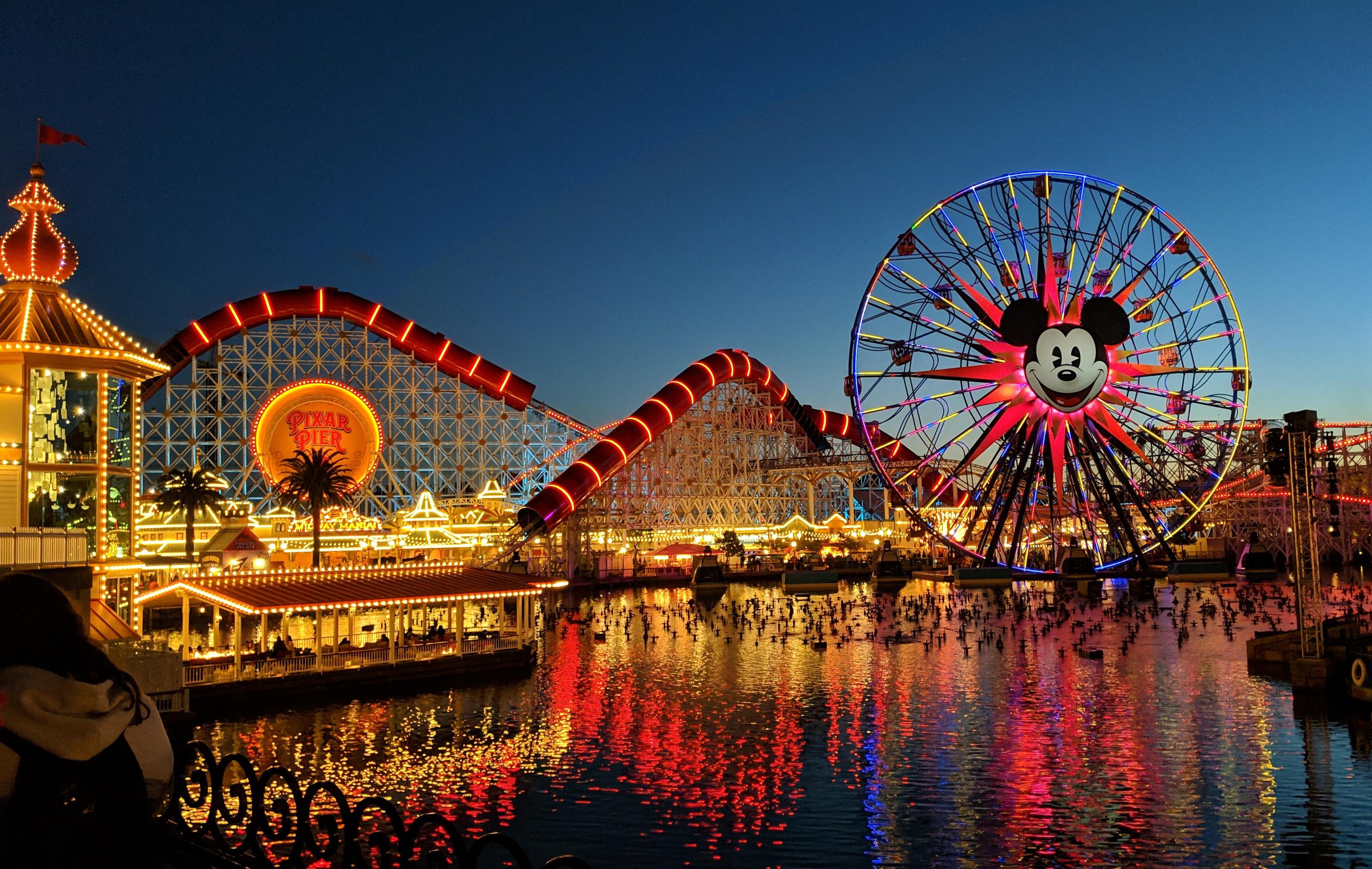
Disney's California Adventure Park
Disneyland Park
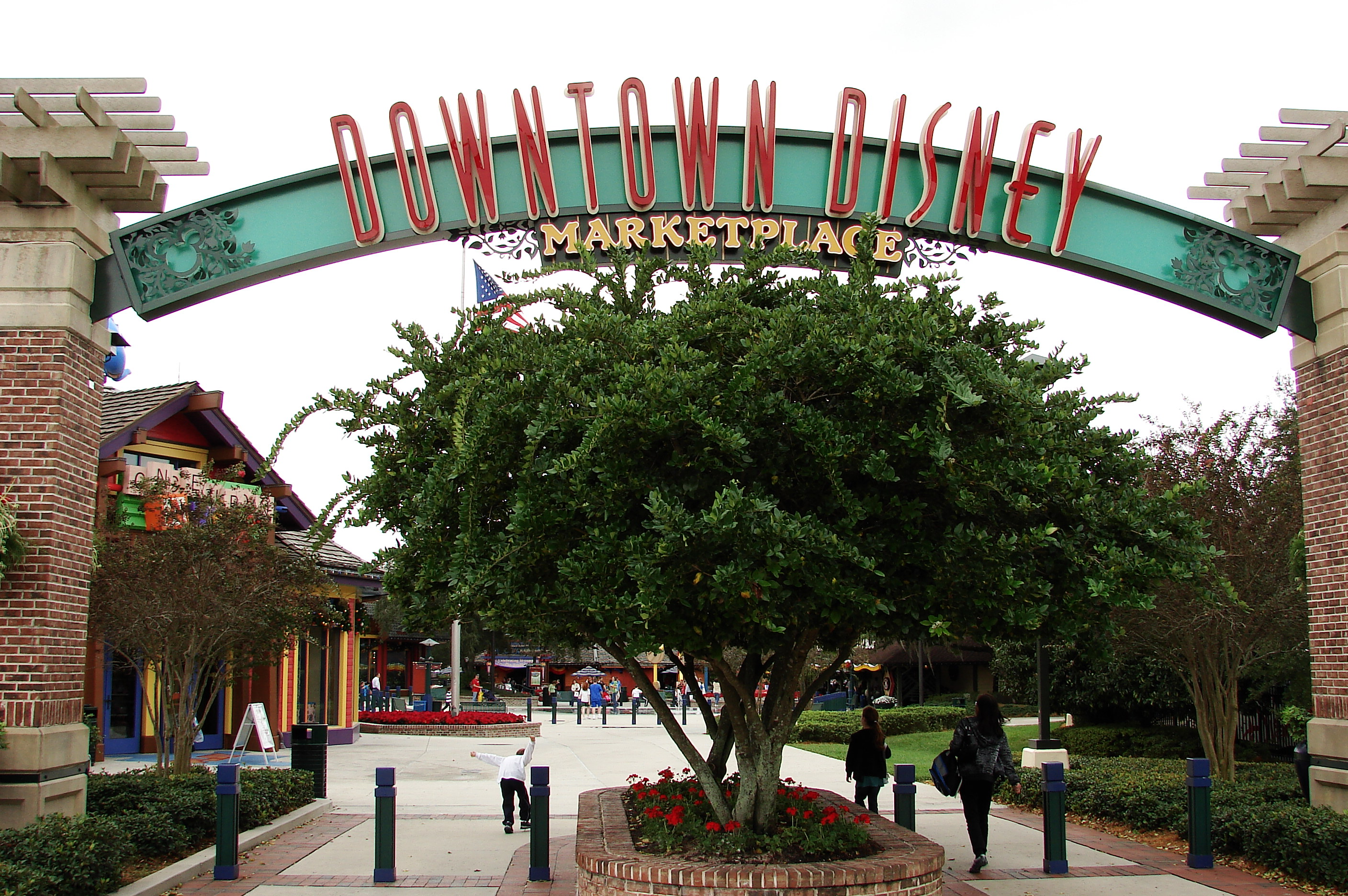
Downtown Disney

### Themenparks
- Disneyland Park – Erstes Disneyland gebaut durch Walt Disney und eröffnet am 17. Juli 1955.
- Disney California Adventure – Themenpark, welcher sich mit der Geschichte und Kultur Kaliforniens beschäftigt, geöffnet am 8. Februar 2001.

### Einkaufs-, Entertainment- und Restaurantkomplex
- Downtown Disney, ein Einzelhandels-, Gastronomie- und Unterhaltungsviertel im Freien, das zwischen der Eingangspromenade der Themenparks des Disneyland Resorts und dem Disneyland Hotel liegt.

### Hotels
- Disneyland Hotel, das ursprüngliche, von Jack Wrather erbaute Hotel des Resorts, das am 5. Oktober 1955 eröffnet und 1988 von Disney erworben wurde.
- Disney’s Grand Californian Hotel & Spa, ein Hotel, das nach dem Teil von Disney California Adventure benannt ist, den es überblickt. Das früher von der Tokyu Group betriebene Hotel (Eröffnung 1984 unter dem Namen Emerald of Anaheim) wurde im Dezember 1995 von Disney für 36 Millionen US-Dollar erworben und in Disneyland Pacific Hotel umbenannt. Im Rahmen der Erweiterung des Resorts in den Jahren 1998–2001 wurde es in Disney’s Paradise Pier Hotel umbenannt. Die Lobby und die Kongress-/Banketteinrichtungen wurden seit der Umbenennung mehrfach renoviert, vor allem in den Jahren 2004 und 2005.
- Disney’s Paradise Pier Hotel, eröffnet im Craftsman-Stil am 2. Januar 2001.

## Disneyland Park
Disneyland besteht aus acht sogenannten Ländern, von denen jedes mehrere Attraktionen beherbergt. (Siehe auch die detaillierten Beschreibungen in Walt Disney Worlds Magic Kingdom und im Disneyland Paris.)

### Main Street, U.S.A.
Die „Hauptstraße“ ist typischen Kleinstädten des mittleren Westens am Beginn des 20. Jahrhunderts nachempfunden.
Attraktionen
- The Disney Gallery
- Disneyland Railroad (eine Eisenbahn, die den Park in zirka 20 Minuten umrundet und dabei an vier Bahnhöfen hält)
- The Disneyland Story presenting Great Moments with Mr. Lincoln (ein Audio-Animatronic von Präsident Abraham Lincoln trägt Auszüge aus einigen seiner Reden vor)
- Main Street Cinema (dieses Kino zeigt alte Zeichentrickstummfilme)

### Adventureland
Das „Abenteuerland“ soll dem Besucher eine Reise zu exotischen, tropischen Orten suggerieren.
Attraktionen
- Indiana Jones Adventure (eine Fahrt in einem wild schaukelnden Jeep durch die Abenteuer des Indiana Jones)
- Jungle Cruise (eine Bootsfahrt durch den Dschungel, vom Steuermann mit Witzen und Wortspielen kommentiert)
- Walt Disney’s Enchanted Tiki Room (eine Musikshow mit dutzenden von audio-animatronisch gesteuerten Vögeln)
- Tarzan's Treehouse (ein begehbares sieben-stöckiges Baumhaus)

### New Orleans Square
Der „New Orleans Platz“ ist der Stadt New Orleans im Bundesstaat Louisiana des 19. Jahrhunderts nachempfunden.
Attraktionen
- Disneyland Railroad Station
- Haunted Mansion (Geisterhaus)
- Pirates of the Caribbean (die Piraten-Attraktion war die Vorlage für den Film Fluch der Karibik mit Johnny Depp)

### Frontierland
Der „Wilde Westen“ ist dem amerikanischen Westen des 19. Jahrhunderts nachempfunden.
Attraktionen
- Big Thunder Mountain Railroad (eine Achterbahn auf dem Großen Donnerberg, bei der die Züge durch die Kulisse eines alten Bergwerks fahren)
- Mark Twain Riverboat (ein Mississippi Dampfer, der die Tom Sawyer Insel in zirka 20 Minuten umrundet)
- Pirate’s Lair on Tom Sawyer Island (das Piratenversteck, ein Abenteuerspielplatz auf der Tom Sawyer Insel, nur mit einem Floss erreichbar)
- Sailing Ship Columbia (ein Segelschiff, das die Tom Sawyer Insel in zirka 20 Minuten umrundet)

### Critter Country
Das „Tierland“ beherbergt Attraktionen wie Winnie Puuh.
Attraktionen
- Davy Crockett’s Explorer Canoes (Kanufahrten)
- The Many Adventures of Winnie the Pooh (eine Fahrt durch die Kulissen des Zeichentrickfilms Winnie Puuh)
- Splash Mountain (eine Wildwasserbahn)

### Fantasyland
Das „Land der Fantasie“ beherbergt Attraktionen, die vor allem für kleinere Kinder geeignet sind.
Attraktionen
- Alice in Wonderland (Alice im Wunderland)
- Casey Jr. Circus Train (eine Bimmelbahn)
- Dumbo the Flying Elephant („Dumbo, der fliegende Elefant“ ist ein Karussell)
- It’s a Small World („Diese Welt ist klein“ ist eine Bootsfahrt, auf der man singende Puppenkinder verschiedenster Nationen sieht und hört)
- King Arthur Carrousel („König Arthurs Karussell“ Pferdekarussell)
- Mad Tea Party (die „verrückte Teefeier“ ist ein Karussell, auf dem große Teetassen rotieren)
- Matterhorn Bobsleds (eine Achterbahn durch eine Nachbildung des Matterhorns)
- Mr. Toad’s Wild Ride (eine Fahrt durch die Kulissen des Zeichentrickfilms „Die Abenteuer von Ichabod und Taddäus Kröte“)
- Peter Pan’s Flight (Peter Pans Flug ist eine Gondelbahn, mit der man über die Dächer von London hinweg ins Nimmerland fliegt)
- Pinocchio’s Daring Journey („Pinocchios Reise“ erzählt die Geschichte desselbigen)
- Sleeping Beauty Castle walk-through (eine begehbare Galerie, in der sich Glasfenster und Wandteppiche zum Dornröschen-Märchen befinden)
- Snow White’s Scary Adventures („Schneewittchen und die Sieben Zwerge“ erzählt die Geschichte derselbigen)
- Storybook Land Canal Boats (eine Bootsfahrt an Kulissen verschiedener Zeichentrickfilme vorbei)

### Mickey's Toontown
Mickys „Zeichentrickstadt“ beherbergt Attraktionen für die jüngsten Besucher.
Attraktionen
- Disneyland Railroad Station
- Chip ’n’ Dale Treehouse (ein Kletterspielplatz in einem Baum)
- Donald’s Boat (ein Spielplatz auf Donalds Boot)
- Gadget’s Go Coaster (eine kleine Achterbahn)
- Goofy’s Playhouse (ein Spielhaus mit Bällebad)
- Mickey’s House and Meet Mickey (Besucher können Mickys Haus ansehen und hinterher Micky Maus treffen)
- Minnie’s House (Besucher können Minnies Haus ansehen und hinterher Minnie Maus treffen)
- Roger Rabbit’s Car Toon Spin (eine Fahrt durch Toontown)

### Tomorrowland
Das „Land der Zukunft“ wurde von Walt Disney in seiner Eröffnungsrede 1955 so beschrieben:
„Tomorrow can be a wonderful age. Our scientists today are opening the doors of the Space Age to achievements that will benefit our children and generations to come. The Tomorrowland attractions have been designed to give you an opportunity to participate in adventures that are a living blueprint of our future.“
„Die Zukunft kann ein wundervolles Zeitalter werden. Unsere Wissenschaftler öffnen nun die Türen zum Weltraum, um Leistungen zu erringen, die unseren Kindern und nachfolgenden Generationen zugute kommen werden. Die Attraktionen im Tomorrowland wurden entworfen, um Besuchern die Möglichkeit zu geben, an Abenteuern teilzuhaben, die der lebendige Bauplan unserer Zukunft sind.“
Attraktionen
- Disneyland Railroad Station
- Autopia (eine Art Kartbahn mit Benzinfahrzeugen)
- Buzz Lightyear’s Astro Blasters (aus den Fahrzeugen heraus wird mit Infrarotpistolen auf Zielscheiben geschossen)
- Disneyland Monorail (eine Einschienenbahn im Stil eines Hochgeschwindigkeitszuges, die Tomorrowland mit Disney Downtown außerhalb des Disneyland Parks verbindet; die Höchstgeschwindigkeit liegt bei lediglich 50 km/h)
- Finding Nemo Submarine Voyage (eine Fahrt in semi-getauchten U-Booten durch die Kulissen des Zeichentrickfilms „Findet Nemo“)
- Space Mountain (eine Achterbahn im Dunkeln)
- Star Tours – The Adventures Continue (ein Flugsimulator mit 3D Filmsegmenten der Star-Wars-Filme)

## Besucherzahlen
Nachfolgend eine Tabelle mit der Entwicklung der Besucherzahlen des Disneyland Resorts in Anaheim. Bis zum Jahr 2001 beinhalten die Zahlen nur den Disneyland Park.
| 1950er  | Jahr     | | | | | | 1955 | 1956 | 1957 | 1958 | 1959 |
| 1950er  | Besucher | 1,2 | 3,8 | 4,3 | 4,4 | 5,0 | | | | | |
| 1960er  | Jahr     | 1960 | 1961 | 1962 | 1963 | 1964 | 1965 | 1966 | 1967 | 1968 | 1969 |
| 1960er  | Besucher | 4,9 | 4,7 | 5,1 | 5,6 | 5,9 | 6,4 | 6,7 | 7,8 | 9,4 | 9,1 |
| 1970er  | Jahr     | 1970 | 1971 | 1972 | 1973 | 1974 | 1975 | 1976 | 1977 | 1978 | 1979 |
| 1970er  | Besucher | 10 | 9,3 | 9,4 | 9,8 | 9,5 | 9,8 | 9,8 | 10,9 | 11 | 11 |
| 1980er  | Jahr     | 1980 | 1981 | 1982 | 1983 | 1984 | 1985 | 1986 | 1987 | 1988 | 1989 |
| 1980er  | Besucher | 11,5 | 11,3 | 10,4 | 9,9 | 9,8 | 12 | 12 | 13,5 | 13 | 14,4 |
| 1990er  | Jahr     | 1990 | 1991 | 1992 | 1993 | 1994 | 1995 | 1996 | 1997 | 1998 | 1999 |
| 1990er  | Besucher | 12,9 | 11,6 | 11,6 | 11,4 | 10,3 | 14,1 | 15 | 14,2 | 13,7 | 13,5 |
| 2000er  | Jahr     | 2000 | 2001 | 2002 | 2003 | 2004 | 2005 | 2006 | 2007 | 2008 | 2009 |
| 2000er  | Besucher | 13,9 | 17,3 | 17,4 | 18,0 | 13,3 | 18,9 | 20,7 | 20,55 | 20,29 | 22,85 |
| 2010er  | Jahr     | 2010 | 2011 | 2012 | 2013 | 2014 | 2015 | 2016 | 2017 | 2018 | 2019 |
| 2010er  | Besucher | 22,27 | 22,48 | 23,74 | 24,71 | 25,54 | 27,66 | 27,24 | 27,87 | 28,53 | 28,53 |
| 2020er  | Jahr     | 2020 | 2021 | 2022 | 2023 | | | | | | |
| 2020er  | Besucher | 5,59 | 13,55 | 25,88 | 27,25 | | | | | | |
| Quellen | Quellen  | [ 26 ] [ 27 ] [ 28 ] [ 29 ] [ 30 ] [ 31 ] [ 32 ] [ 33 ] [ 34 ] [ 35 ] [ 36 ] [ 37 ] [ 38 ] [ 39 ] [ 40 ] [ 41 ] [ 42 ] [ 43 ] [ 44 ] [ 45 ] [ 46 ] [ 47 ] [ 48 ] [ 29 ] [ 49 ] [ 50 ] | [ 26 ] [ 27 ] [ 28 ] [ 29 ] [ 30 ] [ 31 ] [ 32 ] [ 33 ] [ 34 ] [ 35 ] [ 36 ] [ 37 ] [ 38 ] [ 39 ] [ 40 ] [ 41 ] [ 42 ] [ 43 ] [ 44 ] [ 45 ] [ 46 ] [ 47 ] [ 48 ] [ 29 ] [ 49 ] [ 50 ] | [ 26 ] [ 27 ] [ 28 ] [ 29 ] [ 30 ] [ 31 ] [ 32 ] [ 33 ] [ 34 ] [ 35 ] [ 36 ] [ 37 ] [ 38 ] [ 39 ] [ 40 ] [ 41 ] [ 42 ] [ 43 ] [ 44 ] [ 45 ] [ 46 ] [ 47 ] [ 48 ] [ 29 ] [ 49 ] [ 50 ] | [ 26 ] [ 27 ] [ 28 ] [ 29 ] [ 30 ] [ 31 ] [ 32 ] [ 33 ] [ 34 ] [ 35 ] [ 36 ] [ 37 ] [ 38 ] [ 39 ] [ 40 ] [ 41 ] [ 42 ] [ 43 ] [ 44 ] [ 45 ] [ 46 ] [ 47 ] [ 48 ] [ 29 ] [ 49 ] [ 50 ] | [ 26 ] [ 27 ] [ 28 ] [ 29 ] [ 30 ] [ 31 ] [ 32 ] [ 33 ] [ 34 ] [ 35 ] [ 36 ] [ 37 ] [ 38 ] [ 39 ] [ 40 ] [ 41 ] [ 42 ] [ 43 ] [ 44 ] [ 45 ] [ 46 ] [ 47 ] [ 48 ] [ 29 ] [ 49 ] [ 50 ] | [ 26 ] [ 27 ] [ 28 ] [ 29 ] [ 30 ] [ 31 ] [ 32 ] [ 33 ] [ 34 ] [ 35 ] [ 36 ] [ 37 ] [ 38 ] [ 39 ] [ 40 ] [ 41 ] [ 42 ] [ 43 ] [ 44 ] [ 45 ] [ 46 ] [ 47 ] [ 48 ] [ 29 ] [ 49 ] [ 50 ] | [ 26 ] [ 27 ] [ 28 ] [ 29 ] [ 30 ] [ 31 ] [ 32 ] [ 33 ] [ 34 ] [ 35 ] [ 36 ] [ 37 ] [ 38 ] [ 39 ] [ 40 ] [ 41 ] [ 42 ] [ 43 ] [ 44 ] [ 45 ] [ 46 ] [ 47 ] [ 48 ] [ 29 ] [ 49 ] [ 50 ] | [ 26 ] [ 27 ] [ 28 ] [ 29 ] [ 30 ] [ 31 ] [ 32 ] [ 33 ] [ 34 ] [ 35 ] [ 36 ] [ 37 ] [ 38 ] [ 39 ] [ 40 ] [ 41 ] [ 42 ] [ 43 ] [ 44 ] [ 45 ] [ 46 ] [ 47 ] [ 48 ] [ 29 ] [ 49 ] [ 50 ] | [ 26 ] [ 27 ] [ 28 ] [ 29 ] [ 30 ] [ 31 ] [ 32 ] [ 33 ] [ 34 ] [ 35 ] [ 36 ] [ 37 ] [ 38 ] [ 39 ] [ 40 ] [ 41 ] [ 42 ] [ 43 ] [ 44 ] [ 45 ] [ 46 ] [ 47 ] [ 48 ] [ 29 ] [ 49 ] [ 50 ] | [ 26 ] [ 27 ] [ 28 ] [ 29 ] [ 30 ] [ 31 ] [ 32 ] [ 33 ] [ 34 ] [ 35 ] [ 36 ] [ 37 ] [ 38 ] [ 39 ] [ 40 ] [ 41 ] [ 42 ] [ 43 ] [ 44 ] [ 45 ] [ 46 ] [ 47 ] [ 48 ] [ 29 ] [ 49 ] [ 50 ] |

## Ticketpreise
Am Eröffnungstag von Disneyland, dem 17. Juli 1955, besuchten etwa 60.000 Menschen den Park. Damals kostete der Eintritt 1 Dollar für Erwachsene und 0,5 Dollar für Kinder. Darin war der Zugang zu den Fahrgeschäften und anderen Attraktionen nicht enthalten; die Eintrittskarten für die Attraktionen konnten separat für 0,1 bis 0,35 Dollar erworben werden. Die Eintrittskarten für einzelne Attraktionen wurden im Juni 1982 endgültig abgeschafft, der Zugang zu allen Attraktionen des Parks war fortan im Preis der Eintrittskarten enthalten.
Die Eintrittspreise sind seit der Eröffnung stark gestiegen, was zum Teil auf die Inflation, den fortlaufenden Bau und die Renovierung von Attraktionen und die Erweiterung um einen zweiten Themenpark, Disney California Adventure, zurückzuführen ist. Ab dem 17. Januar 2020 liegen die Preise für Park Hopper-Tageskarten, die den Eintritt sowohl in den Disneyland Park als auch in Disney California Adventure ermöglichen, zwischen 154 $ (an Value-Tagen) und 199 $ (an Peak-Tagen) für Erwachsene und zwischen 148 $ (Value) und 191 $ (Peak) für Kinder. Besucher können auch Tickets für einen Park oder mehrere Tage kaufen.
Zusätzlich zu den Tageskarten wurde 1984 die Premium-Jahreskarte für die Öffentlichkeit eingeführt. Der Premium-Jahrespass gewährte jeweils ein Jahr lang täglichen Eintritt für $65 für Erwachsene und $49 für Kinder.
Es gab fünf verschiedene Arten von Jahrespässen zu kaufen, nämlich den Disney Signature Plus Passport (1.449 $), den Disney Signature Passport ($1.199), den Disney Deluxe Passport ($829), den Disney Flex Passport ($649) und den Disney Southern California Select Passport ($399).
Am 14. Januar 2021 gab Disneyland bekannt, dass das Jahrespassprogramm eingestellt wird. Ken Potrock, Präsident des Disneyland Resorts, erklärte: „Aufgrund der anhaltenden Ungewissheit über die Pandemie und der Einschränkungen bei der Wiedereröffnung unserer kalifornischen Themenparks werden wir angemessene Rückerstattungen für berechtigte Disneyland Resort-Jahrespässe ausstellen und das aktuelle Programm auslaufen lassen.“ Ein Ersatzprogramm wurde am 3. August 2021 unter dem Namen Magic Keys angekündigt. Es sind vier verschiedene Stufen von Magic Keys erhältlich: Dream Key ($1.339), Believe Key ($949), Enchant Key ($649) und Imagine Key ($399).

## Klima
|                        | Jan  | Feb  | Mär  | Apr  | Mai  | Jun  | Jul  | Aug  | Sep  | Okt  | Nov  | Dez  |   |      |
| Mittl. Temperatur (°C) | 12,3 | 12,8 | 14,4 | 15,9 | 17,6 | 19,6 | 22,2 | 22,7 | 22,1 | 19,4 | 15,7 | 12,2 | ⌀ | 17,3 |
| Mittl. Tagesmax. (°C)  | 19,1 | 18,9 | 20,3 | 21,8 | 23,2 | 25,4 | 28,3 | 29,0 | 28,5 | 25,7 | 22,2 | 18,5 | ⌀ | 23,4 |
| Mittl. Tagesmin. (°C)  | 7    | 7,8  | 9,6  | 11,1 | 13,2 | 15,1 | 17,6 | 17,9 | 17,5 | 14,6 | 10,5 | 7,1  | ⌀ | 12,4 |
|                        |      |      |      |      |      |      |      |      |      |      |      |      |   |      |
| Niederschlag (mm)      | 75   | 82   | 47   | 19   | 11   | 3    | 2    | 1    | 4    | 16   | 21   | 50   | Σ | 331  |
|                        |      |      |      |      |      |      |      |      |      |      |      |      |   |      |
| Regentage (d)          | 5    | 5    | 4    | 2    | 2    | 0    | 0    | 0    | 1    | 2    | 2    | 4    | Σ | 27   |

| 7 |

| 7,8 |

| 9,6 |

| 11,1 |

| 13,2 |

| 15,1 |

| 17,6 |

| 17,9 |

| 17,5 |

| 14,6 |

| 10,5 |

| 7,1 |

| 7 |

| 7,8 |

| 9,6 |

| 11,1 |

| 13,2 |

| 15,1 |

| 17,6 |

| 17,9 |

| 17,5 |

| 14,6 |

| 10,5 |

| 7,1 |

## Management

### Leitende Angestellte
- Josh D'Amaro – Vorstand, Disney Parks, Experiences and Products[59]
  - Ken Petrock – President des Disneyland Resorts[60]
    - Mary Niven – Senior Vice President, Erlebnisentwicklung und Integration Disneyland Resort[61]
      - Kris Theiler – Vice President, Disneyland Park[62]
      - Patrick Finnegan – Vice President, Disney California Adventure Park und Downtown Disney District[63]
      - Elliot Mills – Vice President, Disneyland Resort Hotels and Aulani, a Disney Resort & Spa[64]

### Parkbetrieb
Das Tagesgeschäft des Resorts wird von einer Hierarchie von Betriebsleitern oder „Stage Managern“ überwacht, die mit jeder Schicht wechseln. Sie sind umgangssprachlich durch ihre Funkrufzeichen bekannt, die in der Regel den Abteilungsnamen des Managers (z. B. „Merch“, „Foods“) und eine Identifikationsnummer enthalten. Normalerweise bezeichnet „Eins“ den für diese Abteilung zuständigen Manager für den Disneyland Park, „Zwei“ das gleiche für Disney California Adventure, „Drei“ das gleiche für die Resort-Hotels und „Vier“ das gleiche für Downtown Disney.